# Drak, tygr a fénix
Drak, tygr a fénix (čínsky 龍虎鳳) je název pokrmu pocházejícího z čínské kuchyně, konkrétně z oblasti jihočínských provincií Kuang-tung a Kuang-si. Základem pokrmu je hadí maso, kočičí maso (někdy nahrazováno masem cibetkovitých šelem) a kuřecí maso. Využití těchto tří druhů masa vychází z tradiční čínské symboliky: had symbolizuje draka, kočka tygra a slepice fénixe. Drak, tygr a fénix jsou totiž častou kombinací v čínských legendách. Lidé v regionu také tradičně věřili, že hadí, kočičí (ale i psí maso) prospívá zdraví a posiluje tělo.
Drak, tygr a fénix existuje v mnoha variantách a způsobech úpravy (tři druhy masa se spolu mohou vařit nebo smažit), přičemž v některých bývají jednotlivé druhy masa podávány odděleně. Podobným pokrmem je i tzv. souboj draka s tygrem, obsahující kočičí a hadí maso.
Ve 21. století je tento pokrm rozšířen velmi málo, protože čínská vláda z hygienických důvodů omezuje prodej cibetkového, kočičího i hadího masa.